# エミル・ホイルンド
エミル・ヴィンター・ホイルンド（Emil Winther Højlund, 2005年1月4日 - ）は、デンマーク・コペンハーゲン出身のサッカー選手。ツヴァイテ・リーガ・シャルケ04所属。ポジションはFW。

## クラブ経歴

### FCコペンハーゲン
2018年の双子の兄弟のオスカーと共にFCコペンハーゲンのユースチームに入団。2021年12月にオスカーと共にトップチーム昇格がきまり、2024年までのプロ契約を締結。2022-23シーズン終盤にトップチームに登録され、デンマーク・スーペルリーガ2023-24シーズン開幕戦となった2023年7月22日のリンビーBK戦で、試合終了間際に起用され、プロデビュー。国内リーグ戦こそこの開幕戦の出場のみにとどまったものの、UEFAユースリーグなどで活躍し、2024年夏には早くもVfBシュトゥットガルトやシャルケ04などが獲得を検討していると報じられた。

### シャルケ
2024年7月16日、シャルケ04と2028年までの4年契約を締結した事が発表された。

## 代表経歴
2021年より、ユース世代のデンマーク代表に招集されている。

## 人物
- 兄はマンチェスター・ユナイテッドFCに所属するラスムス・ホイルンドで、双子の兄弟のオスカー・ホイルンドもアイントラハト・フランクフルトでプレーしている[7]。